# László Disztl
László Disztl (Baja, 4 de junho de 1962) é um ex-futebolista húngaro que atuou pela seleção de seu país nas Copa do Mundo de 1986, juntamente com seu irmão, Péter Disztl.

## Biografia
Disztl nasceu em Baja. Durante sua carreira jogou principalmente no Videoton Football Club, e foi um membro importante da equipe, segunda na temporada 1984-1985 da Taça UEFA, atrás do Real Madrid.
Depois de dois anos no Budapest Honvéd Football Club, Disztl se transferiu para o Club Brugge KV, da Bélgica, e encerrou sua carreira aos 33 anos no seu primeiro clube, em 2008.
Disztl ganhou 28 partidas pela Hungria. Assim como seu irmão Péter, foi convocado à Copa do Mundo FIFA de 1986, no México. Seu único gol ocorreu contra a Itália, em 17 de outubro de 1990, pelas eliminatórias da UEFA Euro 1992 (empate 1 a 1 em casa).